# Ikari Warriors III: The Rescue
Ikari Warriors III: The Rescue (Japans: 怒III) is een computerspel dat werd ontwikkeld en uitgegeven door SNK. Het spel kwam in 1989 uit als arcadespel. Later volgde ook andere homecomputers uit die tijd. Het speelveld scrolt verticaal en wordt van bovenaf weergegeven. De speler moet de dochter van de president redden die is gegijzeld. De speler kan aan het begin van het spel alleen vuistslagen uitdelen, maar later kan deze ook over wapens beschikken.

## Platforms
| Jaar | Platform           |
| ---- | ------------------ |
| 1989 | Arcade             |
| 1990 | DOS, NES           |
| 2006 | Windows            |
| 2012 | PSP, PlayStation 3 |

## Ontvangst
| Beoordeeld door       | Platform | Datum         | Score |
| --------------------- | -------- | ------------- | ----- |
| Video Game Den        | NES      | 5 juli 2011   | 60%   |
| The Video Game Critic | NES      | 16 maart 2004 | 50%   |